# Taquicardia (álbum)
Taquicardia fue el sexto álbum del grupo Vainica Doble. Es un álbum producido por Angel Muñoz - Alonso y Eugenio Muñoz. La cubierta original fue diseñada por Ignacio Van Aerssen. Los impresionantes arreglos fueron realizados por Ángel Muñoz Alonso (alias "Maestro Reverendo")

## Músicos de estudio
- Piano, teclados polifónicos, bouzouki y guitarra eléctrica: Ángel Muñoz Alonso
- Guitarra: Fernando Palacios
- Batería : José Ramón Company, Pedro Moreno y Celso Velasco
- Percusiones: Pedro Esteban
- Bajo: Álvaro de Cárdenas
- Violín: Pipo
- Violoncelo: Tomás Garrido y Arturo Muruzubal
- Viola: Julia Jiménez
- Fiscornio y Trompeta: J. L. Medrano
- Contrabajo: Pablo Muzquiz
- Guitarra eléctrica: Antonio Vega
- Saxo Tenor: Arturo Soriano
- Saxo alto: Andreas Pritwitz
- Salterio, trompa marina y tabla: Luis Delgado
- Flauta: Salvador Espasa
- Clarinete: Salvador Vidal
- Fagot: José Luis Tenes
- Coros: Laura de Cárdenas
- Caja: José Alberto Aguilar

## Lista de canciones
1. El niño inseminado - 2:16
2. La Funcionaria - 3:05
3. Yo le imagino - 6:52
4. Sígueme - 2:35
5. Pasos en falso - 2:57
6. Nana a una estrella recién nacida - 4:55
7. No lo pienses más - 3:30
8. A veces - 2:55
9. Un sí señor con las patas verdes - 5:00
10. Tu mirada - 4:20
11. A la manera de
12. Mi alumno - 5:35
13. La Mona coqueta - 3:10
14. Darío el gigante - 3:20
15. Cero a la izquierda - 4:20
16. Taquicardia - 5:11

## Trivia
- Mi alumno estaba pensada para ser un dúo con El Gran Wyoming que no se presentó a la grabación. Pero en directo la llegaron a cantar con él.
- En la canción Taquicardia canta el cantautor y compositor Antonio Resines (1949-2015).

- Datos: Q5390301